# 제1수송이동통제국
제1수송이동통제국(1st Transportation Movement Control Agency (1st TMCA))는 미국 유럽 육군의 교통관제에 특화된 미국 육군 수송대의 부대였다. 표어는 "First to Move".

## 역사
제2차 세계 대전 당시, 워싱턴주 포트 로턴에서 제4입항만대 본부로 창설되었다.
1986년 2월, 미국 유럽 육군 수송참모부장의 이동통제국의 기능을 수용하도록 재구조화함에 따라 제4수송사령부에서 교통관제 기능을 이전받은 제1수송이동통제국이 2월 17일에 제27수송대대, 제39수송대대와 함께 소집되었다. 2년 뒤의 1988년 10월 16일에 제14수송대대가 이탈리아에서 재소집되었다.
1986년 4월 7일, 고유부대휘장(DUI)이 승인되었다.
제37수송사령부와 함께 2007년 3월 29일에 판처 막사의 퍼레이드 필드에서 해체되었다. 예하부대 제14, 39수송대대는 제16지원여단으로, 제27수송대대는 제5군단 지원부대인 제3지원사령부 (군단)으로 전속하였다. 제27수송대대는 얼마 안있어 같은 해 7월 15일에 해산하고 부대원들은 제39수송대대로 옮겨갔다.

## 부대
- 제14수송대대 (이동통제)[2]
- 제27수송대대 (이동통제)[3]
- 제39수송대대 (이동통제)[5]

## 기록

### 소속
- 제21전구지원사령부, 1986년 2월

### 계보
- 1942년 3월, Headquarters, 4th Port of Debarkation→제4입항만대
- 1986년 2월 17일, 1st Transportation Movement Control Agency→제1수송이동통제국

## 참고
1. 1 2  “1st Transportation Agency - Distinctive Unit Insignia” (영어). the Institute of Heraldry. 2023년 7월 17일에 확인함.
2. 1 2 3  “Headquarters and Headquarters Company, 14th Transportation Battalion” (영어). Center of Military History. 2010년 7월 9일. 2023년 7월 17일에 확인함.
3. 1 2  “27th Transportation Center” (영어). Center of Military History. 1995년 9월 27일. 2023년 7월 17일에 확인함.
4. ↑  “Unit History - 27th Transportation Battalion” (영어). Transportation Corps. 2023년 7월 17일에 확인함.
5. ↑  “Headquarters and Headquarters Detachment, 39th Transportation Battalion” (영어). Center of Military History. 2008년 2월 12일. 2023년 7월 17일에 확인함.

- “1st Transportation Movement Control Agency” (영어). Center of Military History. 2023년 7월 17일에 확인함.
- “1st Transportation Agency (Movement Control) Transportation Movement Control Agency (TMCA)” (영어). 2023년 7월 17일에 확인함.